# Mbanza (république démocratique du Congo)
Mbanza est une localité de la république démocratique du Congo, située dans la province du Bas-Congo.